# Royston, Hertfordshire
Royston är en stad och en civil parish i North Hertfordshire, Hertfordshire, England. Orten har 14 570 invånare (2001).